# Hoplopyga albiventris
Hoplopyga albiventris är en skalbaggsart som beskrevs av Hippolyte Louis Gory och Achille Rémy Percheron 1833. Hoplopyga albiventris ingår i släktet Hoplopyga och familjen Cetoniidae. Inga underarter finns listade i Catalogue of Life.